# Thiodina inerma
Thiodina inerma är en spindelart som beskrevs av Bryant 1940. Thiodina inerma ingår i släktet Thiodina och familjen hoppspindlar. Inga underarter finns listade i Catalogue of Life.